# Entyloma crepidis-tectori
Entyloma crepidis-tectori är en svampart som beskrevs av Piatek 2006. Entyloma crepidis-tectori ingår i släktet Entyloma och familjen Entylomataceae.   Inga underarter finns listade i Catalogue of Life.